# Campionati mondiali di sollevamento pesi 2024 - 67 kg maschile
Le gare di sollevamento pesi della categoria fino a 67 kg maschile — pesi piuma — dei campionati mondiali del 2024 si sono svolte dal 7 all'8 dicembre 2024 a Manama presso il Weightlifting Marquee Venue.

## Programma
L'orario indicato corrisponde a quello bahreinita (UTC+03:00)
| Data            | Orario | Evento   |
| --------------- | ------ | -------- |
| 7 dicembre 2024 | 13:00  | Gruppo C |
| 8 dicembre 2024 | 12:30  | Gruppo B |
| 8 dicembre 2024 | 17:30  | Gruppo A |

## Medagliati
Per ciascun esercizio, i primi tre classificati sono i seguenti:
| Esercizio | Oro       | Oro    | Argento      | Argento | Bronzo           | Bronzo |
| --------- | --------- | ------ | ------------ | ------- | ---------------- | ------ |
| Strappo   | Pak Pyol  | 150 kg | Zheng Xinhao | 148 kg  | Kaan Kahriman    | 148 kg |
| Slancio   | Ri Won-ju | 190 kg | Pak Pyol     | 182 kg  | Yusuf Fehmi Genç | 181 kg |
| Totale    | Ri Won-ju | 336 kg | Pak Pyol     | 332 kg  | Yusuf Fehmi Genç | 327 kg |

## Record
Prima di questa competizione, i record mondiali esistenti erano i seguenti:
| Record mondiale | Strappo | Huang Minhao | 155 kg | Tokyo, Giappone    | 6 luglio 2019  |
| Record mondiale | Slancio | Ri Won-ju    | 189 kg | Phuket, Thailandia | 4 aprile 2024  |
| Record mondiale | Totale  | Chen Lijun   | 339 kg | Ningbo, Cina       | 21 aprile 2019 |

## Risultati
| Pos. | Atleta                            | Gr. | Peso atleta | Strappo (kg) | Strappo (kg) | Strappo (kg) | Strappo (kg) | Slancio (kg) | Slancio (kg) | Slancio (kg) | Slancio (kg) | Totale |
| Pos. | Atleta                            | Gr. | Peso atleta | 1            | 2            | 3            | Pos.         | 1            | 2            | 3            | Pos.         | Totale |
| ---- | --------------------------------- | --- | ----------- | ------------ | ------------ | ------------ | ------------ | ------------ | ------------ | ------------ | ------------ | ------ |
|      | Ri Won-ju (PRK)                   | A   | 67.00       | 138          | 143          | 146          | 5            | 182          | 182          | 190          |              | 336    |
|      | Pak Pyol (PRK)                    | A   | 67.00       | 142          | 147          | 150          |              | 182          | 190          | 191          |              | 332    |
|      | Yusuf Fehmi Genç (TUR)            | A   | 67.00       | 141          | 146          | 149          | 4            | 179          | 181          | 187          |              | 327    |
| 4    | Zheng Xinhao (CHN)                | A   | 67.00       | 142          | 148          | 151          |              | 176          | 180          | 181          | 4            | 324    |
| 5    | Kaan Kahriman (TUR)               | A   | 67.00       | 143          | 148          | 151          |              | 170          | 175          | 177          | 5            | 323    |
| 6    | Héctor García (COL)               | B   | 67.00       | 140          | 145          | 148          | 6            | 164          | 170          | 170          | 10           | 309    |
| 7    | Aznil Bidin (MAS)                 | C   | 66.74       | 130          | 133          | 137          | 8            | 165          | 166          | 171          | 6            | 308    |
| 8    | Seraj Al-Saleem (KSA)             | B   | 66.70       | 131          | 135          | 138          | 10           | 162          | 169          | 172          | 8            | 304    |
| 9    | Bae Moon-su (KOR)                 | B   | 67.00       | 130          | 135          | 135          | 15           | 170          | 175          | 175          | 7            | 300    |
| 10   | David Cano (COL)                  | B   | 67.00       | 138          | 142          | 142          | 7            | 161          | 165          | 166          | 13           | 299    |
| 11   | Zhong Yuanlong (CHN)              | A   | 66.72       | 133          | 137          | 141          | 9            | 162          | 162          | 171          | 11           | 299    |
| 12   | Teerawat Ratphet (THA)            | C   | 67.00       | 130          | 134          | 134          | 13           | 155          | 161          | 167          | 9            | 297    |
| 13   | Tojonirina Andriatsitohaina (MAD) | A   | 66.90       | 135          | 135          | 140          | 14           | 160          | 169          | 169          | 16           | 295    |
| 14   | Eko Yuli Irawan (INA)             | B   | 66.80       | 126          | 131          | 131          | 12           | 155          | 161          | 165          | 14           | 292    |
| 15   | Luis Bardalez (PER)               | B   | 67.00       | 126          | 129          | 131          | 17           | 160          | 164          | 164          | 15           | 289    |
| 16   | Hu Jyun-siang (TPE)               | C   | 67.00       | 120          | 120          | 120          | 22           | 160          | 161          | 170          | 12           | 281    |
| 17   | Mohammad Yasin (INA)              | B   | 67.00       | 127          | 127          | 131          | 18           | 153          | 160          | 160          | 18           | 280    |
| 18   | Víctor Garrido (ECU)              | C   | 66.70       | 121          | 126          | 126          | 19           | 143          | 148          | 152          | 20           | 274    |
| 19   | Víctor Güémez (MEX)               | C   | 67.00       | 116          | 121          | 125          | 21           | 146          | 150          | 154          | 19           | 271    |
| 20   | Leowell Cristobal (NMI)           | C   | 66.10       | 101          | 105          | 109          | 24           | 138          | 143          | 145          | 21           | 248    |
| 21   | Baki Billah (BAN)                 | C   | 66.46       | 102          | 107          | 107          | 25           | 135          | 140          | 140          | 22           | 237    |
| —    | Ayoub Salem (TUN)                 | B   | 66.58       | 130          | 130          | 132          | 16           | 162          | —            | —            | —            | —      |
| —    | Sairamkez Akmolda (KAZ)           | A   | 67.00       | 130          | 135          | 135          | 17           | 175          | 175          | —            | —            | —      |
| —    | Valentin Genčev (BUL)             | B   | 66.70       | 125          | 125          | 131          | 20           | 160          | —            | —            | —            | —      |
| —    | Han Myeong-mok (KOR)              | B   | 67.00       | 105          | 110          | 115          | 23           | —            | —            | —            | —            | —      |
| —    | Dave Pacaldo (PHI)                | B   | 66.82       | 125          | 125          | 125          | —            | —            | —            | —            | —            | —      |
| —    | Luis González (PUR)               | C   | 67.00       | 122          | 122          | 122          | —            | 150          | 155          | 160          | 17           | —      |